# تیم مک‌کورد
تیم مک‌کورد (به انگلیسی: Tim McCord) (متولد ۲۸ ژوئن ۱۹۷۹ در ساکرامنتو، کالیفرنیا) نوازنده یگیتار بیس گروه موسیقی آمریکایی اونسنس است. او پس از آن که ویل بوید در اوایل سال ۲۰۰۶ گروه را ترک کرد وارد گروه شد. او در آلبوم اونسنس که در سال ۲۰۱۱ منتشر شد با گروه همکاری کرده است. او از سال ۲۰۰۰ تا ۲۰۰۴ با گروه رولوشن اسمایل همکاری کرد که همان موجب شهرتش شد.